# Jan Blockx
Joannes Josephus "Jan" Blockx (født 25. januar 1851 Antwerpen, Belgien, død 26. maj 1912 Antwerpen , Belgien) var en belgisk komponist, pianist og pædagog.
Blockx studrede i Antwerpen under komponisten Peter Benoit. Han studerede senere i Leipzig i Tyskland. 
Han har skrevet en symfoni, operaer, orkesterværker etc. 
Mest kendt er nok orkesterværket "De Zee". 

## Udvalgte værker
- Symfoni nr. 1 - for orkester
- Iets Vergeten – Opera
- Maitre Martin – Opera
- Rita – Opera
- De Herbergprinses – Opera
- Thyl Uylenspiegel – Opera
- De Zee Bruid – Opera
- De Kapel – Opera
- Baldi – Opera
- De Zee – for orkester
- Rubens – Overture
- Milenka – Ballet

## Eksterne kilder og henvisninger
- Kort biografi og værkliste